# Tsukubai

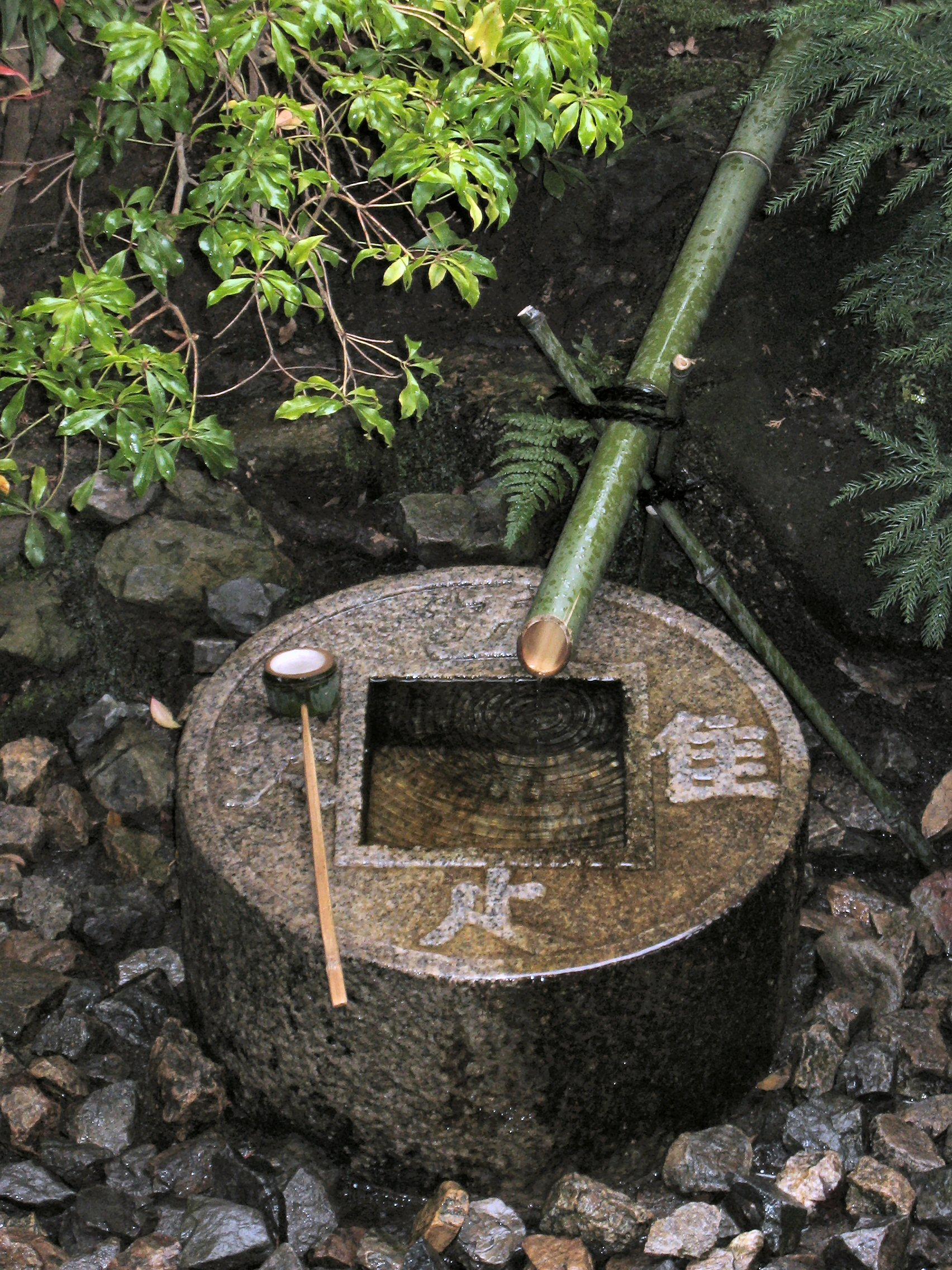
Tsukubai em Ryōan-ji templo em Kyoto

No Japão, um tsukubai (蹲踞) é uma pia fornecida na entrada de locais sagrados para que os visitantes purifiquem-se pelo ritual de lavar as mãos e pelo enxágue da boca. Esse tipo de ritual de limpeza é o costume para convidados participando de uma cerimônia do chá ou visitando uma área de templo budista. O nome origina-se do verbo tsukubau que significa "curvar-se", um ato de humildade.
Tsukubai são geralmente de pedra e são normalmente fornecidos com uma pequena colher, deitada acima, pronta para uso. O fornecimento de água é fornecido através de um tubo de bambu chamado kakei.
O famoso tsukubai mostrado aqui fica na área do templo Ryōan-ji, e foi doado por um senhor feudal Tokugawa Mitsukuni. Os kanji escritos na superfície da pedra são sem significância lidos sozinhos. Se cada um fosse lido em combinação com 口 (kuchi) - a forma da vasilha central - então, os caracteres tornam-se 吾, 唯, 足, 知 que se traduzem literalmente como "Eu somente sei o bastante" (吾 = ware = eu, 唯 = tada = somente, 足 = taru = bastante, 知 = shiru = sei). O sentido oculto é variadamente traduzido como "O que um tem é tudo o que um precisa", ou "Aprenda somente para estar satisfeito" reflete os básicos ensinamentos antimaterialistas do budismo.